# 조정환 (외교관)
조정환(曺正煥, 1892년 12월 10일~1967년 11월 25일)은 대한민국의 외교관이다. 제4대 외무부 장관을 지냈다.
외무부 차관이던 1954년 4월부터 7월까지 제네바에서 열린 제네바 정치회의에 대한 국내 대책반으로 구성되었다.

## 학력
- 1915년 : 미국 켄터키 주립 대학교 역사학과 학사
- 1918년 : 미국 켄터키 주립 비리야 대학교 대학원 정치학 석사
- 1922년 : 미국 미시간 주립 대학교 대학원 외교학과 사회과학 석사
- 1956년 : 연희대학교 대학원 행정학 석사